# Genghis Khan (1965)
Genghis Khan (bra: Genghis Khan, ou Gengis Khan; prt: Genghis Khan, o Conquistador) é um filme teuto-britano-iugoslavo-estadunidense de 1965, do gênero drama histórico-biográfico-aventuresco, dirigido por Henry Levin.

## Elenco
- Omar Sharif (Temujin, posteriormente Genghis Khan)
- Stephen Boyd (Jamuga)
- James Mason (Kam Ling)
- Eli Wallach (Xá de Khwarezm)
- Françoise Dorléac (Bortei)
- Telly Savalas (Shan)
- Robert Morley (Imperador  da  China)
- Michael Hordern (Geen)
- Yvonne Mitchell (Katke)
- Woody Strode (Sengal)
- Kenneth Cope (Subotai)
- Roger Croucher (Massar)
- Don Borisenko (Jebai)
- Patrick Holt (Kuchiuk)
- Susanne Hsiao (Chin Yu)